# Осипаоница
Осипаоница је насељено место града Смедерева у Подунавском округу. Према попису из 2022. има 2873 становника (према попису из 2011. било је 3560 становника).

## Историја
Осипаоница лежи јужно од Смедерева. Први подаци о овоме насељу постоје из доба аустријске владавине. На карти из тога доба (1718—1739.) унето је насеље место Ossiptanize. Касније се, у првим десетинама 19. века, у арачким списковима помиње Осипаоница која је имала 1818. године 57, а 1822. године 64 куће. У Осипаоници се налазила некада турска пошта и посада жандармерије. Цркву брвнару подигао је 1826. године кнез Милош Обреновић. По његовом наређењу градила су га двојица осуђеника из Лозовика. Храм је наводно подигнут на месту где је старином био манастир Лалић, а налазио се на међи два села, Осипаонице и Лугавчине. Та црква се зове и "Покајница", јер је кнез Милош хтео по народном предању да се искупи, што је дао да се убију његове слуге код тамошњих свињских обора, за које се доцније показало да су били невини.
Осипаоница се први пут помиње 1516. године и то у Смедеревском Дефтеру(попис становниства за време Турака).
Осипаоница је највеће село града Смедерева.
Године 1846. село је имало 147 кућа, а по попису из 1921. године у селу било 663 куће са 3448 становника.
Осипаоница није била одувек на данашњем месту. Село је, по предању, раније било источно од Језаве, између Језаве и Мораве, на месту, које се зове Старо Село.
Због врло честих поплава које су плавиле село и наносиле му велике штете, књаз Милош је наредио да се оно премести на леву обалу Језаве, на данашње место, где су им била имања.

У Старом Селу су се доселиле прве породице: 

Радошевића и Грабћића (Петровића) које су становале у кућама сламарима. Предање вели да је у селу тада било само неколико кућа.
Најстарије породица Радошевићи, старином је из Старе Србије. Становали су у Старом Селу и за време Турака су бежали у Збег, северно од данашње Осипаонице.
Грабчићи (Петровићи) су старином из Грабовца (топлички). У старије породице убрајају се и Клапићи (Бранковићи) досељени из Баната. (наведени подаци од 1818-1925. године).
Овде се налазе ОШ „Херој Срба” Осипаоница, Црква Светог арханђела Гаврила у Осипаоници и Железничка станица Осипаоница.

## Демографија
У насељу Осипаоница живи 2861 пунолетни становник, а просечна старост становништва износи 40,9 година (40,0 код мушкараца и 43,0 код жена). У насељу има 1107 домаћинстава, а просечан број чланова по домаћинству је 3,22.
Ово насеље је великим делом насељено Србима (према попису из 2002. године), а у последња три пописа, примећен је пад у броју становника.
|  |

| Демографија | Демографија | Демографија |
| Година      | Становника  | Становника  |
| ----------- | ----------- | ----------- |
| 1948.       | 4.616       |             |
| 1953.       | 4.887       |             |
| 1961.       | 5.237       |             |
| 1971.       | 5.199       |             |
| 1981.       | 5.514       |             |
| 1991.       | 5.430       | 4.702       |
| 2002.       | 4.071       | 5.107       |
| 2011.       | 3.560       |             |
| 2022.       | 2.873       |             |

| Етнички састав према попису из 2002.‍ | Етнички састав према попису из 2002.‍ | Етнички састав према попису из 2002.‍ | Етнички састав према попису из 2002.‍ | Етнички састав према попису из 2002.‍ |
| ------------------------------------ | ------------------------------------ | ------------------------------------ | ------------------------------------ | ------------------------------------ |
|                                      |                                      |                                      |                                      |                                      |
| Срби                                 | Срби                                 |                                      | 3.987                                | 97,93%                               |
| Роми                                 | Роми                                 |                                      | 9                                    | 0,22%                                |
| Румуни                               | Румуни                               |                                      | 6                                    | 0,14%                                |
| Македонци                            | Македонци                            |                                      | 5                                    | 0,12%                                |
| Хрвати                               | Хрвати                               |                                      | 4                                    | 0,09%                                |
| Црногорци                            | Црногорци                            |                                      | 1                                    | 0,02%                                |
| Украјинци                            | Украјинци                            |                                      | 1                                    | 0,02%                                |
| Руси                                 | Руси                                 |                                      | 1                                    | 0,02%                                |
| Мађари                               | Мађари                               |                                      | 1                                    | 0,02%                                |
| непознато                            | непознато                            |                                      | 54                                   | 1,32%                                |

| Година пописа     | 1948. | 1953. | 1961. | 1971. | 1981. | 1991. | 2002. |
| ----------------- | ----- | ----- | ----- | ----- | ----- | ----- | ----- |
| Број домаћинстава | 954   | 1.019 | 1.179 | 1.201 | 1.262 | 1.278 | 1.154 |

| Број чланова      | 1   | 2   | 3   | 4   | 5   | 6   | 7  | 8  | 9 | 10 и више | Просек |
| ----------------- | --- | --- | --- | --- | --- | --- | -- | -- | - | --------- | ------ |
| Број домаћинстава | 202 | 228 | 177 | 191 | 152 | 123 | 48 | 21 | 8 | 4         | 3,53   |

| Пол    | Укупно | Неожењен/Неудата | Ожењен/Удата | Удовац/Удовица | Разведен/Разведена | Непознато |
| ------ | ------ | ---------------- | ------------ | -------------- | ------------------ | --------- |
| Мушки  | 1.639  | 395              | 1.076        | 96             | 65                 | 7         |
| Женски | 1.696  | 208              | 1.089        | 335            | 57                 | 7         |
| УКУПНО | 3.335  | 603              | 2.165        | 431            | 122                | 14        |

| Пол    | Укупно                    | Пољопривреда, лов и шумарство | Рибарство                            | Вађење руде и камена | Прерађивачка индустрија       |
| ------ | ------------------------- | ----------------------------- | ------------------------------------ | -------------------- | ----------------------------- |
| Мушки  | 841                       | 310                           | 0                                    | 1                    | 270                           |
| Женски | 350                       | 195                           | 0                                    | 0                    | 56                            |
| УКУПНО | 1.191                     | 505                           | 0                                    | 1                    | 326                           |
| Пол    | Производња и снабдевање   | Грађевинарство                | Трговина                             | Хотели и ресторани   | Саобраћај, складиштење и везе |
| Мушки  | 3                         | 64                            | 48                                   | 2                    | 37                            |
| Женски | 0                         | 4                             | 33                                   | 8                    | 11                            |
| УКУПНО | 3                         | 68                            | 81                                   | 10                   | 48                            |
| Пол    | Финансијско посредовање   | Некретнине                    | Државна управа и одбрана             | Образовање           | Здравствени и социјални рад   |
| Мушки  | 1                         | 17                            | 10                                   | 8                    | 13                            |
| Женски | 0                         | 4                             | 3                                    | 10                   | 20                            |
| УКУПНО | 1                         | 21                            | 13                                   | 18                   | 33                            |
| Пол    | Остале услужне активности | Приватна домаћинства          | Екстериторијалне организације и тела | Непознато            | Непознато                     |
| Мушки  | 5                         | 0                             | 0                                    | 52                   | 52                            |
| Женски | 1                         | 0                             | 0                                    | 5                    | 5                             |
| УКУПНО | 6                         | 0                             | 0                                    | 57                   | 57                            |

### Коришћена Литература
- Извор Монографија Подунавске области 1812-1927 саставио Др, Владимир Марган бив. Председник Обласног одбора Комесар Обласне Самоуправе, објавјено (1927)„Напредак Панчево“
- „Летопис“: Подунавска места и обичаји Марина (Беч 1999).

Летопис период 1812–2009. Саставио од Писаних трагова, Летописа, по предању места у Јужној Србији, места и обичаји настанак села ко су били Досељеници чиме се бавили мештани
- Напомена

У уводном делу аутор је дао кратак историјски преглед овог подручја од праисторијских времена до стварање државе Краљевине Срба, Хрвата и Словенаца. Највећи прилог у овом делу чине ,»Летописи« и трудио се да не пропусти ниједну важну чињеницу у прошлости описиваних места.
Иначе Монографија Подунавске области (Панчево, 1929) коју је саставио др Владимир Марган сачињена је од три дела и представља и данас једно од незаобилазних дела за проучавање Србије и Баната.
Написали су најбољи познаваоци појединих тема и проблема – истакнути историчари, професори универзитета, директори школа, сеоски начелници, економисти, инжињери, социолози, лекари, црквена лица, правници, кустосии библиотекари. Укупно 61 аутор. 

Стављајући данашњим читаоцима на увид ово дело, које се први пут појављује у овом облику, верујемо да ћемо задовољити већ доста раширен интерес за проучавање прошлости наших насеља.